# Alexander Igorewitsch Komaristy
Alexander Igorewitsch Komaristy (russisch Александр Игоревич Комаристый; * 2. Oktober 1989 in Sjewjerodonezk, Ukrainische SSR) ist ein russischer Eishockeyspieler, der seit Dezember 2017 beim HK Jugra Chanty-Mansijsk in der Kontinentalen Hockey-Liga unter Vertrag steht.

## Karriere
Alexander Komaristy begann seine Karriere als Eishockeyspieler in der Nachwuchsabteilung von unterklassigen Moskauer Vereinen. Von dort wechselte er zum HK Homel, für dessen zweite Mannschaft er von 2006 bis 2008 in der zweiten weißrussischen Spielklasse aktiv war. Zur Saison 2008/09 kehrte der Center nach Russland zurück und gab für Juschny Ural Orsk sein Debüt im professionellen Eishockey, als er in der Wysschaja Liga, der zweiten russischen Spielklasse, in insgesamt 41 Spielen neun Tore erzielte und zehn Vorlagen gab.
Ab der Saison 2009/10 spielte Komaristy für Witjas Tschechow in der Kontinentalen Hockey-Liga. Bei Witjas konnte er sich in seinen ersten beiden KHL-Spielzeiten auf Anhieb als Stammspieler durchsetzen und wurde im Januar 2010 sogar zum besten Rookie des Monats der KHL gewählt. Parallel spielte er von 2009 bis 2011 für Witjas’ Juniorenmannschaft in der multinationalen Nachwuchsliga Molodjoschnaja Chokkeinaja Liga.
Zur Saison 2011/12 wechselte Komaristy innerhalb der KHL zum HK Spartak Moskau, verließ den Verein ein Jahr später und spielte zwischen Juli 2012 und Dezember 2013 für Neftechimik Nischnekamsk. Zudem wurde er bei Kristall Saratow eingesetzt.
Zwischen 2014 und 2017 stand Komaristy dann bei Metallurg Nowokusnezk unter Vertrag und agierte dort zwei Jahre lang als Assistenzkapitän, ehe er im Mai 2017 zu Spartak Moskau zurückkehrte.

### International
Für Russland nahm Komaristy an der U20-Junioren-Weltmeisterschaft 2009 teil, bei der er mit seiner Mannschaft die Bronzemedaille gewann. Zu diesem Erfolg trug er mit zwei Torvorlagen in sieben Spielen bei.

## Erfolge und Auszeichnungen
- 2009 Bronzemedaille bei der U20-Junioren-Wetlemisterschaft
- 2010 KHL-Rookie des Monats Januar

## KHL-Statistik
(Stand: Ende der Saison 2016/17)